# Doppelstimmrecht
Das Doppelstimmrecht ist ein Begriff aus dem Mitbestimmungsrecht. In den Aufsichtsräten großer Kapitalgesellschaften, die nach dem Mitbestimmungsgesetz gebildet sind, hat der Aufsichtsratsvorsitzende ein Doppelstimmrecht.
Es sorgt dafür, dass alle Entscheidungen des Aufsichtsrats von den Anteilseignern auch gegen die Vertreter der Arbeitnehmer gefasst werden können. Der zahlenmäßigen Parität (gleich viele Vertreter von Anteilseignern und Arbeitnehmern) im Aufsichtsrat entspricht also keine Parität bei Abstimmungen.
Die gesetzliche Formulierung lautet: „Ergibt eine Abstimmung im Aufsichtsrat Stimmengleichheit, so hat bei einer erneuten Abstimmung über denselben Gegenstand, wenn auch sie Stimmengleichheit ergibt, der Aufsichtsratsvorsitzende zwei Stimmen“ (§ 29 Abs. 2 MitbestG).
Das Mitbestimmungsgesetz sieht vor, dass die Anteilseigner stets den Aufsichtsratsvorsitzenden stellen: „Wird bei der Wahl des Aufsichtsratsvorsitzenden … die … erforderliche Mehrheit nicht erreicht, so findet für die Wahl des Aufsichtsratsvorsitzenden ein zweiter Wahlgang statt. In diesem Wahlgang wählen die Aufsichtsratsmitglieder der Anteilseigner den Aufsichtsratsvorsitzenden und die Aufsichtsratsmitglieder der Arbeitnehmer den Stellvertreter … “ (§ 27 Abs. 2 MitbestG).
Für den Fall, dass der Aufsichtsratsvorsitzende an einer Sitzung nicht teilnehmen kann, stellt das Gesetz zusätzlich klar, dass dem stellvertretenden Vorsitzenden (von der Arbeitnehmerseite) die zweite Stimme nicht zusteht (§ 29 Abs. 2 MitbestG).